# Metalectra tristigma
Metalectra tristigma là một loài bướm đêm trong họ Erebidae.